# إي. إف. بانكر
إي. إف. بانكر هو سياسي أمريكي، ولد في 19 يوليو 1871 في نيويورك في الولايات المتحدة، وتوفي في 24 يونيو 1939 في وينثروب في الولايات المتحدة. نشط حزبياً في الحزب الديمقراطي. وقد انتخب عضو مجلس نواب واشنطن ‏.